# Ryder Hesjedal
Ryder Hesjedal (Victoria (Canada), 9 december 1980) is een voormalig Canadees wielrenner. Hij was vooral een verdienstelijk klimmer. In 2012 won Hesjedal de Ronde van Italië, de grootste zege uit zijn carrière.

## Carrière
Hesjedal werd als wielrenner opgeleid in de jeugdploeg van Rabobank, het Trade Team III. Hij werd in 2004 prof in het team van US Postal, waar toentertijd ook Lance Armstrong onder contract stond. In 2005 deed Hesjedal namens US Postal mee aan de Ronde van Italië, wat tevens zijn eerste optreden was in een grote ronde. Nog voor het einde van de ronde moest hij echter opgeven. Dit overkwam hem ook in de Ronde van Spanje van 2006, zijn tweede grote wielerronde.
In 2007 behaalde Hesjedal zijn eerste grote prijs, hij werd namelijk Canadees kampioen tijdrijden.
In 2008 besloot Hesjedal over te stappen naar de Amerikaanse ploeg Team Slipstream-Chipotle. Hiermee ging hij dat jaar naar de Ronde van Italië en maakte hij zijn debuut in de Ronde van Frankrijk. Hij behaalde plaats 49 in het eindklassement. In de zesde etappe van de Tour was Hesjedal dicht bij een ritzege, maar vlak voor de top van de col naar Super Besse werd hij voorbij gereden door Alejandro Valverde.
In 2009 boekte Hesjedal zijn eerste etappezege in een grote ronde. In de Ronde van Spanje van dat jaar won hij rit twaalf, een bergetappe. Hij liet onder meer Robert Gesink vlak achter zich. In 2010 deed Hesjedal voor het eerst van zich spreken als klassementsrenner. Hij werd elfde in de Ronde van Zwitserland en zelfs zesde in de Ronde van Frankrijk. In 2010 werd hij ook nog tweede in de Nederlandse heuvelklassieker Amstel Gold Race. In de sprint legde hij het af tegen de Belgische renner Philippe Gilbert. In 2011 werd Hesjedal teleurstellend achttiende in de Ronde van Frankrijk.
In 2012 behaalde Hesjedal de grootste prestatie uit zijn wielerloopbaan, door verrassend de Ronde van Italië op zijn naam te schrijven. Mede dankzij een ijzersterke individuele tijdrit en beklimming van de iconische Stelviopas wist hij Joaquím Rodríguez in een rechtstreeks gevecht zestien seconden voor te blijven in het algemeen klassement. Hoewel Hesjedal geen etappe won, pakte hij de roze trui en won dus de Ronde van Italië 2012.
Als een van de favorieten kwam Hesjedal een jaar later aan de start van de Ronde van Italië 2013, maar wegens een val was hij genoodzaakt op te geven. Hij stond op dat moment derde in het algemeen klassement. Nog niet helemaal hersteld van zijn val werd hij in de Ronde van Frankrijk van dat jaar pas zeventigste, zijn laagste eindklassering in een grote ronde ooit.
In 2014 wist Hesjedal weer in de top 10 te rijden van een grote ronde, hij werd negende in de Giro. In de Vuelta van dat jaar evenaarde Hesjedal zijn prestatie uit 2009 door een etappe te winnen. In de laatste meters van de slotklim raasde hij Oliver Zaugg nog voorbij en won zodoende.
In 2015 werd Hesjedal ondanks een matige start op 35-jarige leeftijd vijfde in de Ronde van Italië. In de Ronde van Frankrijk van 2015 wilde Hesjedal gaan voor een etappezege. Dit lukte hem bijna. In de voorlaatste rit naar Alpe d'Huez reed hij samen met Thibaut Pinot omhoog, maar die liet hem op twee kilometer van de finish achter. Hesjedal finishte op 40 seconden van Pinot.
Eind 2016 zette Hesjedal een punt achter zijn professionele wielercarrière.

## Palmares

### Mountainbike
| Seizoen    | Wereldbeker | OS         | WK         | CK         | Overige    | Totaal aantal zeges |            |            |
| Als junior | Als junior  | Als junior | Als junior | Als junior | Als junior | Als junior          | Als junior | Als junior |
| ---------- | ----------- | ---------- | ---------- | ---------- | ---------- | ------------------- | ---------- | ---------- |
| 1998       |             | NVT        | ↑          |            |            | 1                   |            |            |
| Als prof   |             |            |            |            |            |                     |            |            |
| 2001       |             | NVT        | ↑*         |            |            | 0                   |            |            |
| 2002       | Les Gets    | NVT        | ↑*         |            |            | 1                   |            |            |
| 2003       |             |            | ↑          | Zilver     |            | 0                   |            |            |
| 2004       |             | DNF        |            |            |            | 0                   |            |            |
|            |             |            |            |            |            |                     |            |            |
| Totaal     | 1           | 0          | 0          | 0          | 0          | 1                   |            |            |

- (*) = Bij de Beloften

### Wegwielrennen

#### Overwinningen
2002
Parijs-Mantes
2007
 Canadees kampioen tijdrijden, Elite
2008
1e etappe Ronde van Italië (TTT)
2009
12e etappe Ronde van Spanje
2010
8e etappe Ronde van Californië
2011
2e etappe Ronde van Frankrijk (TTT)
2012
4e etappe Ronde van Italië (TTT)
 Eindklassement Ronde van Italië
2014
14e etappe Ronde van Spanje

#### Resultaten in voornaamste wedstrijden
| Jaar | Ronde van Italië | Ronde van Frankrijk | Ronde van Spanje |
| ---- | ---------------- | ------------------- | ---------------- |
| 2004 |                  |                     |                  |
| 2005 | opgave           |                     |                  |
| 2006 |                  |                     | opgave           |
| 2008 | 60e              | 47e                 |                  |
| 2009 |                  | 49e                 | opgave (1)       |
| 2010 |                  | 5e                  |                  |
| 2011 |                  | 18e                 |                  |
| 2012 | ↑                | opgave              |                  |
| 2013 | opgave           | 70e                 |                  |
| 2014 | 9e               |                     | 24e (1)          |
| 2015 | 5e               | 40e                 |                  |
| 2016 | opgave           |                     |                  |

| Jaar | Milaan-San Remo | Gent-Wevelgem | Ronde van Vlaanderen | Parijs-Roubaix | Amstel Gold Race | Luik-Bast.‑Luik | Ronde van Lombardije | Waalse Pijl | Grote Prijs van Montreal | Clásica San Sebastián |  | WK op de weg |  | Wereldranglijsten |
| ---- | --------------- | ------------- | -------------------- | -------------- | ---------------- | --------------- | -------------------- | ----------- | ------------------------ | --------------------- |  | ------------ |  | ----------------- |
| 2004 |                 |               | opgave               |                |                  |                 |                      |             |                          |                       |  |              |  |                   |
| 2005 |                 |               |                      | opgave         | 113e             | opgave          |                      | 65e         |                          |                       |  | 78e          |  |                   |
| 2006 |                 | 70e           | 51e                  |                |                  |                 |                      |             |                          | 60e                   |  | opgave       |  | 79e (UPT)         |
| 2008 |                 |               | 82e                  |                | 82e              | 51e             |                      | 39e         |                          |                       |  |              |  |                   |
| 2009 | 31e             |               |                      |                | 35e              | 11e             |                      | 25e         |                          | 5e                    |  | opgave       |  | 69e (UWK)         |
| 2010 |                 |               |                      |                | ↑                | 12e             |                      | 9e          | ↑                        | 6e                    |  |              |  | 7e (UWK)          |
| 2011 |                 |               |                      |                | 141e             | 29e             |                      | 12e         | 11e                      | 19e                   |  |              |  | 108e (UWT)        |
| 2012 |                 |               |                      |                | 15e              | 9e              | 6e                   | 21e         | 23e                      |                       |  | 108e         |  | 13e (UWT)         |
| 2013 |                 |               |                      |                | 26e              | 8e              |                      | 19e         | ↑                        |                       |  |              |  | 68e (UWT)         |
| 2014 |                 |               |                      |                |                  | 77e             | 33e                  | opgave      |                          |                       |  |              |  | 68e (UWT)         |
| 2015 |                 |               |                      |                |                  |                 |                      |             | opgave                   | 66e                   |  |              |  | 46e (UWT)         |
| 2016 |                 |               |                      |                | opgave           | 60e             | opgave               | 142e        | 19e                      | 110e                  |  |              |  |                   |

## Ploegen
- 2000 –  Gary Fisher-Saab
- 2001 –  Subaru-Gary Fisher
- 2002 –  Rabobank TT3
- 2002 –  Subaru-Gary Fisher
- 2003 –  Subaru-Gary Fisher
- 2003 –  Rabobank TT3
- 2004 –  US Postal Service presented by Berry Floor
- 2004 –  Subaru-Gary Fisher
- 2005 –  Discovery Channel
- 2006 –  Phonak Hearing Systems
- 2007 –  Health Net presented by Maxxis
- 2008 –  Team Garmin-Chipotle presented by H3O [a]
- 2009 –  Team Garmin-Slipstream
- 2010 –  Team Garmin-Transitions
- 2011 –  Team Garmin-Cervélo
- 2012 –  Garmin-Sharp [b]
- 2013 –  Garmin Sharp
- 2014 –  Garmin Sharp
- 2015 –  Team Cannondale-Garmin
- 2016 –  Trek-Segafredo

1. ↑  Tot juli heette de ploeg Team Slipstream-Chipotle presented by H3O, maar na het aantrekken van Garmin als hoofdsponsor werd de naam veranderd.
2. ↑  Tot juli heette de ploeg Team Garmin-Barracuda, maar na het aantrekken van Sharp als cosponsor werd de naam veranderd.

Wielerploegen van Ryder Hesjedal
Aernouts ·
ten Dam ·
Dekkers ·
De Weert · 
Elijzen ·
Eltink ·
Giling ·
Hesjedal · 
Hoeben · 
Hutten · 
van Hummel ·
de Knegt ·
de Kort ·
Louwers ·
Möhlmann ·
Mouris ·
Posthuma ·
Scheuneman ·
Sutherland ·
Verhagen ·
Weening
Aernouts ·
ten Dam ·
Dekker ·
Dekkers ·
Elijzen ·
Eltink ·
Giling ·
Groenendaal · 
Hesjedal · 
van Hummel ·
de Knegt ·
Kohl ·
de Kort ·
Mouris ·
Posthuma ·
Scheuneman ·
Sutherland ·
Vastaranta · 
Verhagen ·
Weening
Armstrong ·
Azevedo ·
Barry ·
Beltrán · 
Creed ·
Cruz ·
Devolder ·
Hesjedal ·
Hincapie ·
Jekimov     · 
Joachim ·
Kluck · 
Labbe ·
Landis · 
McCarty ·
Michajlov · 
Noval ·
Padrnos ·
Peña ·
Rincón ·
Rubiera ·
Van den Broeck ·
van Heeswijk ·
Ventura ·
Zabriskie
Armstrong (tot 31/07) ·
Azevedo ·
Barry ·
Beltrán · 
Beppu ·
Bileka · 
Brajkovič ·
Creed ·
Cruz ·
Danielson ·
Devolder ·
Hammond ·
Hesjedal ·
Hincapie ·
Hoste · 
Jekimov   · 
Joachim ·
McCartney ·
McCarty ·
Michajlov · 
Noval ·
Padrnos ·
Popovytsj · 
Roulston ·
Rubiera ·
Savoldelli ·
Van den Broeck ·
van Heeswijk
Botero · 
Clerc ·  
Elmiger · 
Fernández ·
Grabsch · 
Guidi · 
José Enrique Gutiérrez ·
José Ignacio Gutiérrez ·
Hesjedal ·   
Hunter · 
Jalabert ·
Landis (tot 31/07) · 
Martín ·
McCarty · 
Merckx ·
Moerenhout · 
Moos ·
Morabito · 
Murn ·  
Peña ·
Rast ·
Schär · 
Stalder ·
Tschopp ·
Urweider (tot 15/04) · 
Vitoria · 
Zampieri
Bäckstedt ·
Caldwell ·
Cozza ·
Danielson · 
Dean ·
Donald ·
Duggan ·
Duijn ·
Euser ·
Farrar ·
Friedman ·
Frischkorn ·
Hesjedal ·
Holloway ·
Laurent ·
Lowe ·
Maaskant ·
Martin ·
McCarty ·
Millar · 
Pate ·
Patour ·
Peterson ·
Sutton ·
Vande Velde ·
Zabriskie
Caldwell ·
Cozza ·
Danielson · 
Dean ·
Dekkers ·
Donald ·
Duggan ·
Duijn ·
Euser ·
Farrar ·
Friedman ·
Frischkorn (tot 30/09) ·
Hesjedal ·
Lowe ·
Maaskant ·
Martin ·
Meier ·
Meyer ·
Millar · 
Pate ·
Patour ·
Peterson ·
Sutton ·
Tuft ·
Vande Velde ·
van der Velde ·
Wiggins ·
Zabriskie ·
Howes (stagiair)
Bobridge ·
Carlsen ·
Cozza ·
Danielson · 
Dean ·
Duggan ·
Farrar ·
Fischer ·
Hesjedal ·
Hunter ·
Kessiakoff ·
M. Kreder ·
Lowe ·
Maaskant ·
Martin ·
Meier ·
C. Meyer ·
T. Meyer ·
Millar · 
Pate ·
Peterson ·
Stetina ·
Tuft ·
Vande Velde ·
van der Velde ·
Vansummeren ·
Wilson ·
Zabriskie ·
Fairly (stagiair) ·
R. Kreder (stagiair) ·
Talansky (stagiair)
Bobridge ·
Danielson · 
Dean ·
Farrar ·
Fischer ·
Hammond ·
Haussler ·
Hesjedal ·
Hushovd  ·
Klier ·
Kreder ·
Lancaster ·
Le Mével ·
Lloyd ·
Maaskant ·
Martin ·
C. Meyer ·
T. Meyer ·
Millar · 
Navardauskas ·
Peterson ·
Rasch ·
Stetina ·
Talansky ·
Vande Velde ·
Vanmarcke ·
Vansummeren ·
Wilson ·
Zabriskie ·
Summerhill (stagiair) 
Bauer ·
Danielson · 
Dekker ·
Farrar ·
Fernández ·
Fischer ·
Haas ·
Haussler ·
Hesjedal ·
Howes ·
Hunter ·
Klier ·
M. Kreder ·
R. Kreder ·
Le Mével ·
Maaskant ·
Martin ·
Millar · 
Navardauskas ·
Peterson ·
Rasmussen (tot 31/07) ·
Rathe ·
Rosseler ·
Stetina ·
Talansky ·
Vande Velde ·
Vanmarcke ·
Vansummeren ·
Wegmann ·
Zabriskie ·
Morton (stagiair) ·
Scully (stagiair) ·
Von Hoff (stagiair) 
Bauer ·
Danielson · 
Dekker ·
Dennis ·
Fairly ·
Farrar ·
Fernández ·
Haas ·
Hesjedal ·
Howes ·
Hunter ·
Klier (tot 13/05) ·
M. Kreder ·
R. Kreder ·
Maaskant ·
Martin ·
Millar · 
Morton ·
Navardauskas ·
Nuyens ·
Rasmussen ·
Rathe ·
Rosseler ·
Stetina ·
Talansky ·
Vande Velde ·
Vansummeren ·
Von Hoff ·
Wegmann ·
Zabriskie ·
O'Shea (stagiair) 
Acevedo · van Baarle · Bauer · Brown · Cardoso · Danielson · Dekker · Dennis · Fairly · Farrar · Fernández · Gaimon · Haas · Hansen · Hesjedal · Howes · King · Kreder · Langeveld · Martin · Millar · Morton · Navardauskas · Nuyens · Slagter · Talansky · Vansummeren · Von Hoff · Wegmann · Girdlestone (stagiair) · Mannion (stagiair)
Acevedo · van Baarle · Bauer · Bettiol · Brown · Cardoso · Danielson · Dombrowski · Formolo · Haas · Hesjedal · Howes · T.King · B.King · Koren · Langeveld · Marangoni · Martin · Mohorič · Moser · Navardauskas · Norman Hansen · Skjerping · Slagter · Talansky · Villella · Zepuntke · Bovenhuis (stagiair) · Mullen (stagiair)
Alafaci · Arredondo · Beppu · Bernard · Bobridge · Bonifazio · Cancellara   · Coledan · Devolder · Didier · Felline · Hesjedal · Irizar · Mollema · Nizzolo · Popovytsj · van Poppel · Rast · Reijnen · Schleck · Stetina · Stuyven · Theuns · Zoidl · Zubeldia · Allegaert (stagiair) · Mosca (stagiair)